# Vilhelm från Saint-Amour
Vilhelm från Saint-Amour (franska Guillaume de Saint-Amour), död den 13 september 1272, var en fransk teolog.
Vilhelm möter oss 1238 som magister artium i Paris och blev senare teologie professor där. Från 1254 var han ledare av universitetets kamp mot tiggarordnarna och deras strävan att bemäktiga sig lärostolar i Paris, varför han också blivit kallad "1200-talets Pascal". Han uppeggade hela franska världsklerus mot tiggarmunkarna, men blev av påven Alexander IV avsatt och av Ludvig IX landsförvisad. Han höll sig dock i sin födelsestad Saint-Amour, som hörde under Tysk-romerska riket, utan att underkasta sig och utgav nya skrifter mot tiggarmunkarna. Hans skrifter trycktes med biografi i Paris 1632; men upplagan indrogs på befallning av Ludvig XIII och förbjöds vid dödsstraff; den är därför sällsynt.